# Уолис Симпсън
Уолис Симпсън (на английски: Wallis Simpson; родена като Беси Уолис Уорфилд, на английски: Bessie Wallis Warfield) е разведена американка от висшето общество, чиито намерения за сключване на брак с британския крал Едуард VIII предизвикват конституционна криза, която в крайна сметка води до абдикирането на краля.
Уолис израства в Балтимор, Мериленд. Баща ѝ умира скоро след раждането ѝ, а овдовялата ѝ майка отчасти издържа семейството от заможните им роднини. Първият брак на Уолис е сключен през 1916 г. с американския военноморски офицер Ърл Уинфилд Спенсър-младши и завършва с развод. По време на втория си брак, когато е омъжена за Ърнест Симпсън от 1928 г., тя се среща с Едуард, който по това време е принц на Уелс. Пет години по-късно, когато Едуард се възкачва на кралския престол, Уолис се развежда със съпруга си, за да се омъжи за Едуард.
Желанието на краля да се ожени за жена, която има двама живи бивши съпрузи, заплашва да се разрази конституционна криза в кралството. Това в крайна сметка довежда до абдикацията му няколко месеца по-късно, през декември 1936 г., като той изтъква, че иска да се ожени за жената, която обича. След това, бившият крал е направен херцог на Уиндзор от своя брат и наследник, Джордж VI. Уолис и Едуард сключват брак шест месеца по-късно, при което тя става херцогиня на Уиндзор, макар да не ѝ е позволено да използва стила на съпруга си „кралско височество“.
Преди, по време на и след Втората световна война, двойката е подозирана от правителството и обществото в симпатизиране на нацисткия режим. През 1937 г. те посещават Германия и се срещат с Адолф Хитлер. През 1940 г. херцогът е назначен за губернатор на Бахамските острови, където двамата живеят до 1945 г. През 1950-те и 1960-те години херцогът и херцогинята се движат между Европа и САЩ, водейки охолен живот като обществени знаменитости. След смъртта на херцога през 1972 г. Уолис заживява в уединение и рядко се появява на публични места. Личният ѝ живот става обект на много спекулации. Тя умира през 1986 г. и е погребана до мъжа си в кралското гробище във Фрогмор, близо до замъка Уиндзор. Уолис остава противоречива фигура в британската история и до днес.

## Галерия
- Едуард VII с Уолис Симпсън през 1934 г.
- Едуард VII със Симпсън в Кицбюел, Австраия, 1935 г.
- Снимка на херцога и херцогинята с Адолф Хитлер в резиденцията му Бергхоф, 22 октомври 1937 г.
- Херцогът и херцогинята на Уиндзор в Белия дом на вечеря с президента Ричард Никсън, 1970 г.